# 勾儿茶叉丝壳
勾儿茶叉丝壳（学名：Microsphaera berchemiae）是属于白粉菌目白粉菌科叉丝壳属的一种真菌，寄生在勾儿茶属植物上。该种分布于中国、日本。